# Philodendron tweedianum
Philodendron tweedianum, denominada comúnmente güembé  (al igual que otras especies), es una especie de arbusto perenne del género Philodendron de la familia de las aráceas, Habita en selvas, humedales, y bosques húmedos del centro-este de América del Sur.

## Distribución y hábitat
Esta especie se distribuye en el centro-este de América del Sur.
En Brasil fue herborizado en el estado de Paraná.
En Bolivia habita en el departamento de Santa Cruz.
En Paraguay se distribuye en los departamentos de: Alto Paraguay, Amambay, Caaguazú, Central, Cordillera, Guairá, Itapúa, Ñeembucú, Paraguarí y San Pedro. 
En Uruguay fue encontrada en los departamentos de: Colonia, Montevideo y Río Negro.   
En la Argentina se distribuye en el noreste del país, con registros desde las provincias del Chaco, Corrientes y Entre Ríos en la mesopotamia, llegando por el sur hasta el delta del Paraná, la isla Martín García, y la ribera bonaerense del Río de la Plata, en la costa de Magdalena, donde el género alcanza allí el extremo austral de distribución.
Habita a baja altitud, en suelo arenoso o limoso, en campos inundables, con pajonales de Andropogon lateralis, pajonales del delta del Paraná y de la ribera del Plata, etc.

## Descripción
Es una planta trepadora, rastrera o hemiepífita, de hojas muy grandes, verde-glaucas, de borde entero, de 20 a 56 cm de largo por 20 a 44 cm de ancho; con peciolos de 40 a 90 cm; estípite 1 metro de altura y entre 5 y 15 cm de diámetro, erecto o a veces tendido, con largas raíces adventicias de hasta 2 cm de diámetro. Inflorescencias erectas, monoicas, en espádices. Espata externamente verde oscura; interior purpúreo. El fruto es una baya de 8 mm, naranja o roja.
Florece en primavera y verano; fructifica en verano y otoño.

## Usos
Es empleada como planta ornamental, tolerando heladas leves.

## Taxonomía
Esta especie fue descrita originalmente en el año 1859 por el botánico austriaco Heinrich Wilhelm Schott.
Etimología
Ver: Philodendron
- Término específico: hace honor al botánico y horticulturista escocés, nacionalizado argentino, John Tweedie.